# Благодарненский голубь
Благодарненские — порода голубей, выведенная голубеводами Ставропольского края в городе Благодарный. Это типичные бойные голуби Северного Кавказа со своеобразной расцветкой оперения и различными вариантами перьевого украшения на голове. Голуби этой породы имеют различную длину оперения на ногах. От малокосмых голубей до экземпляров имеющих шикарную, густо оперенную косму. В знак любви к своей породе голубей благодарненцы изобразили летящего красного белоголового голубя на гербе города.

## История
Благодарненские голуби получили своё название от города Благодарный Ставропольского края. Порода сравнительно молодая, широкого распространения не имеет. В настоящее время большинство представителей этой породы находится на Ставрополье. В 1980 — 1990 годы порода переживала период повышенного интереса. В Благодарный приезжали за голубями местной породы люди из Москвы, Краснодарского края, северных регионов, а некоторые экземпляры попадали за границу.
В настоящее время точно не известна история появления этой птицы в Благодарном и какие голуби были родоночальниками породы. Есть интересные версии. Одна повествует, что родоначальников благодарненских голубей привезли казаки, воевавшие в русско-турецкой войне и проживавшие в районе современного Благодарного. Городом Благодарный стал в 1971 году. Прежнее название село Солдатское. За проявленную отвагу при взятии одной из крепостей, командование разрешило им забрать голубей с крыши мечети. Ради этого они отказались от наград.
Также существует версия, что родоначальники породы появились в городе благодаря торговым караванам. Известно, что благодарненские голуби- это бойные голуби"при полете совершают кувырки с характерным ударом крыла." А все породы бойных голубей происходят из регионов Ирана и Азии. Только вопрос, какая конкретно порода могла быть родоначальной для современных благодарненских, остаётся открытым. Точно известно что изначально благодарненские были красные, белоголовые, чубатые, имели малую белую косму, средний размер корпуса, широкий лоб, аккуратный белый клюв, светлые глаза.

## Эволюция
В период с 1790- до 1950-х в голубях, прежде всего, ценили летные качества и бой. Выбраковка шла именно по этим критериям, бой ставился на первое место. Однако это не значит, что не ценили внешние данные, они были второстепенными, приложением к игровым. Доминировали чубатые, не редкостью были бесчубые, встречались «усатые». По масти преобладали красные, красно-рябые, жёлтые. Чёрные были более редкими. Космы малой длины, пальцы открытые. В 1960-1970 годах при работе с «усатыми» экземплярами был получен и закреплён передний чуб («вихрь») или «вихор». Местные голубеводы таких голубей называют вихратые. Космы удлиняются. Вырабатываются устные требования к породе, порода начинает приобретать современный вид. Появляются двухчубые и носочубые голуби. Начиная с 1980-х годов, голуби претерпевают значительные изменения. Их стали реже гонять, декоративным качествам уделялось больше внимания, подлили крови других пород. Появились вольеры. Хотя порода бойная, в настоящее время большая часть птицы содержится в вольерах. Немало представителей породы бьют даже под сеткой, но без тренировок это сказывается на способности летать и ориентироваться на местности.
Благодарненские голуби имеют уникальную особенность: выводятся красной или жёлтой масти, а при линьке начинают приобретать белый цвет головы, доходящий до уровня груди и плеч. Линька благодарненских волнительный момент для заводчиков. Ведь окончательно не ясно как будут выглядеть молодые птицы после неё.
Описание будет не полным если не упомянуть белую разновидность благодарненских голубей. Шикарная белая птица, двухчубая или носочубая. Это заслуга Федосова Николая. Эти голуби имеют за основу породы бухарских барабанщиков, но размеры уже намного меньше. Близкого кровного родства с красными и жёлтыми благодарненскими голубями не имеют. Масть при линьке не меняют и имеют чёрный цвет глаз. Тем не менее, выведены в Благодарном и имеют достаточное распространение.
Ещё следует описать черную масть благодарненских голубей. Эта птица также имеет достаточное количество преданных любителей. Но в разведении имеет свои особенности. Проблема в том что представители чёрной масти благодарненских голубей не набирают такой чистоты белого цвета головы и такого низкого обреза. Зачастую получается или чисто белая голова, но очень высокий обрез, или низкий белый обрез со стороны груди, но чёрный чуб со спины. Или шикарные по корпусу, чубам, но т. н. «муроголовые». По этому параметру чёрные ещё не достигли уровня красных или жёлтых благодарненских. Однако заводчики стараются и стремятся вывести действительно красивого чёрного, чисто белоголового благодарненского голубя, который ничем не уступит красной и жёлтой масти этой породы.

## Полёт
Обладают отличными лётными способностями. Полёт у них индивидуальный, продолжительный, высотный с игрой (боем).
Эти качества сохраняются при регулярных тренировках. В вольерах благодарненские также зачастую открывают бой.

## Содержание
Голуби очень неприхотливы к условиям содержания, крепко сидят на кладке и отлично выкармливают птенцов. Однако не все представители породы хорошо кормят и водят птенцов. Существует мнение, что птица требовательна к условиям содержания. Требует и от заводчика знаний и терпения в разведении. Также порода может показать слабость по отношению к болезням голубей.

## Стандарт на Благодарненских

### Происхождение
Россия, Ставропольский край. Благодарненский район, город Благодарный.

### Общий вид
Среднего размера, крепкого, но изящного телосложения. Корпус прямой, несколько наклонный назад к хвосту. Голова — круглая, широкий лоб, безчубая, чубатая, носочубая или двухчубая. Ценится так называемая крутолобая форма головы. Глаза — выразительные, радужная оболочка светлая, зрачок чёрный. Веко — белое, шириной 1-2 мм. Клюв среднего размера, белый, средней толщины. Слегка загнут на конце. Длина 15-16 мм, измеряя от угла рта до конца клюва. Надклювье, подклювье — белые, с телесным оттенком. Восковица — белая, гладкая, слаборазвитая. Шея — прямая, короткая, плавно утолщается к груди. Грудь — выпуклая, средней ширины. Спина — в плечах широкая, длинная, слегка спадающая к хвосту. Туловище — удлинённое, пропорционально росту, слегка покатое. Крылья — длинные, плотно прижатые, сходятся у конца хвоста и лежат на нём. При сомкнутом крыле 10-е, 9-е и 8-е перья первого порядка выступают над корпусом. Хвост — из двенадцати широких сомкнутых перьев, нормальной ширины. Ноги — средней высоты, плотно оперённые. Длина оперения 6-8 см. Перьевое украшение — передний чуб в виде розы, плотно прилегающий ко лбу, закрывающий лоб, восковицу и часть клюва. Встречаются экземпляры, у которых передний чуб полностью накрывает клюв, или клюв незначительно выступает из под чуба (вихра). Такое очень приветствуется. Задний чуб полный, высокий, широкий, раковинообразный, переходящий в гриву. Качество пера — плотное, густое с блестящим отливом; стержни тонкие, упругие с широкими опахалами. Цвет, оттенок — тёмно-жёлтый, тёмно-коричневый, с вишнёвым оттенком (красный), чёрный, цветное оперение сочное блестящее. Окаймление перьев на щитках выделяется более сильным блеском, что придаёт вид чешуйчатости. Рисунок — голова, всё перьевое украшение и верхняя часть шеи — белый, несколько белых перьев на ногах. Всё оперение нижней части шеи, груди, корпуса, крыльев, хвоста и косм — цветное. Среди этой породы выводятся голуби с красивой формой головы, аккуратным белым клювом, шикарными чубами, насыщенной мастью, белой головой с красивым обрезом. А также с плотно набитой длинной космой чисто белого цвета. Такие благодарненские голуби мечта каждого любителя этой породы голубей.

### Расовые признаки
- Голова: средняя, бывает безчубая, чубатая, носочубая или двухчубая
- Глаза: выразительные с радужной оболочкой
- Зрачок: чёрный
- Веки: белые, шириной 1-2 мм
- Клюв: средней длины белый
- Восковица: белая, гладкая, слаборазвитая
- Шея: прямая, короткая, плавно утолщается к груди
- Грудь: выпуклая, средней ширины
- Спина: в плечах широкая, длинная, слегка спадающая к хвосту
- Корпус: удлинённый, пропорционально росту, слегка покатый
- Крылья: длинные, концы их лежат на хвосте
- Хвост: состоит из 12 широких, плотно сомкнутых рулевых перьев
- Ноги: средней длины коротко оперённые, концы пальцев красные. В настоящее время большое количество благодарненских голубей с космами на"ногах" большой длины.
- Когти: белые
- Оперение: всё оперение нижней части груди, корпуса, крыльев, шеи и хвоста тёмно-красное. Перьевые украшения на голове хорошо развиты, резко выражены. Носовой чуб в виде широкой розы, закрывающей лоб, восковицу и часть клюва, желательно, чтобы клюв как можно меньше выступал из под переднего чуба. задний чуб от уха до уха, сзади переходящий в гриву.

### Цвет и рисунок
Голуби красного цвета (также сейчас встречаются жёлтого и чёрного цветов). Голова, все перьевые украшения и верхняя часть шеи белые (также встречаются с красным крапом по белому фону). Это единственная местная порода бойных голубей на юге России, которая имеет передний чуб. Существенным различием благодарненских с другими северокавказскими голубями является то, что выводятся они сплошного красного, жёлтого или чёрного цвета, а после линьки белой становится голова, или с головой идёт белый крап на щитках. Большинство же голубей Северного Кавказа выводятся одного цвета и рисунка, и сохраняют его на всю жизнь, исключением можно назвать рябоголовых и мраморных.

### Варианты
Бывают безчубые, чубатые, носочубые или двухчубые.

### Мелкие допустимые недостатки
Розовый оттенок радужной оболочки; чуб без гривы; крылья без выступающих перьев над спиной; пестроголовые; пёстрые бока.

### Крупные недопустимые недостатки
Узкогрудые; вислокрылые, серокрылые; узкий, косой чуб, передний чуб рогом, подпоркой; слабо оперённые ноги; длинный, тонкий клюв.